# Fuhlendorf (Holstein)
Fuhlendorf ist eine Gemeinde im Kreis Segeberg in Schleswig-Holstein.

## Geografie

### Geografische Lage
Das Gemeindegebiet von Fuhlendorf erstreckt sich im Naturraum Holsteinische Vorgeest am Bachlauf der Fuhlenbek, die über die Wiemersdorfer Au und die Brokstedter Au von orographisch links in die Stör entwässert.

### Gemeindegliederung
Fuhlendorf besteht ausschließlich aus dem Dorf gleichen Namens.

### Nachbargemeinden
Direkt angrenzende Gemeindegebiete von Fuhlendorf sind:
| Armstedt  |                                             | Wiemersdorf |
| Hagen     | Kompassrose, die auf Nachbargemeinden zeigt |             |
| Hitzhusen | Bad Bramstedt                               |             |

## Geschichte
Im Jahre 1189 gründeten Zisterzienserinnen in Fuhlendorf eine Außenstelle des Klosters Reinbek.
Von 1938 bis 1959 war der Ort ein Teil der Gemeinde Wiemersdorf.

## Religion
54 % der Einwohner von Fuhlendorf sind evangelisch, 7 % katholisch. Für die Lutheraner ist die Kirchengemeinde Bad Bramstedt mit ihrer Maria-Magdalenen-Kirche zuständig; sie gehört zur Evangelisch-Lutherischen Kirche in Norddeutschland. Die Katholiken sind der Pfarrei Seliger Eduard Müller mit Sitz in Neumünster im Erzbistum Hamburg zugeordnet, deren nächster Standort die Kirche Jesus Guter Hirt in Bad Bramstedt ist.

## Politik

### Gemeindevertretung
Bei der Kommunalwahl 2023 errang die Kommunale Wählervereinigung Fuhlendorf erneut alle neun Sitze in der Gemeindevertretung. Die Wahlbeteiligung betrug 54,5 Prozent.

### Wappen
Blasonierung: „In Blau die silberne, im Innern mit einem Kleeblatt gezierte Krümme eines Abtstabes über einem silbernen Räderpflug.“

## Kultur und Sehenswürdigkeiten
In der Liste der Kulturdenkmale in Fuhlendorf (Holstein) stehen die in der Denkmalliste des Landes Schleswig-Holstein eingetragenen Kulturdenkmale.

### Vereine
In der Gemeinde Fuhlendorf bestehen:
- die Fuhlendorfer Jagdgemeinschaft,
- der Fuhlendorfer Sportclub v. 1986 e. V.,
- eine Kindervogelschützengilde und
- der Singkreis „Fuhlendorfer Feldlerchen“

## Wirtschaft und Infrastruktur

### Wirtschaftsstruktur
Die Wirtschaftsstruktur der Gemeinde Fuhlendorf ist von jeher durch die Urproduktion der Landwirtschaft geprägt. Am Beginn des 21. Jahrhunderts waren in der Gemeinde noch vier Betriebe mit Rinderhaltung und Milcherzeugung erhalten, außerdem ein Geflügelzuchtbetrieb mit einem Bestand von 30.000 Legehennen und ein Betrieb aus dem Bereich Züchtung von Erdbeerpflanzen.
Seit 1963 gibt es die Fliegerstaffel Fuhlendorf an einem der fünf Standorte der Bundespolizei-Fliegerstaffel für Polizeihubschrauber. Von dort aus werden bundespolizeiliche Missionen gestartet, dazu gehören unter anderem die Grenzsicherung auf See, die Bahnsicherheit, der Umweltschutz und SAR-Einsätze.
Der Siedlungsfunktion kommt eine gleiche Stellung zu.

### Verkehr
Entlang der südlichen Gemeindegrenze erschließt die Bundesstraße 206 im motorisierten Individualverkehr in Ost-West-Richtung das Gemeindegebiet. Sie ist hier als Ortsumgehung von der Stadt Bad Bramstedt (teil-)höhenfrei ausgebaut und bindet den Verkehr an die schleswig-holsteinische Landesstraße 319 als Ausfallstrecke in Richtung Neumünster direkt an. Diese führt östlich an der zugehörigen Dorflage von Fuhlendorf vorbei.
Durch das östliche Gemeindegebiet von Fuhlendorf führt auf einem sehr kurzen Trassenabschnitt die Bahnstrecke Hamburg-Altona–Neumünster ohne Haltepunkt. Der nächstgelegene befindet sich in der Nachbargemeinde Wiemersdorf. Die Strecke wird im Öffentlichen Personennahverkehr von der AKN Eisenbahn auf der Linie A 1 im Stundentakt auf der Fahrt von Hamburg-Eidelstedt nach Neumünster und zurück im Hamburger Verkehrsverbund und im Nahverkehrsverbund Schleswig-Holstein angebunden.